# Уайт, Аарон
Аарон Уайт (англ. Aaron White, род. 10 сентября 1992, Стронгсвилл, Огайо, США) — американский профессиональный баскетболист, играющий на позиции тяжёлого форварда.

## Карьера
25 июня 2015 года на драфте НБА Аарон был выбран командой «Вашингтон Уизардс» под 49-м номером. Он присоединился к команде во время Летней лиги НБА 2015, где в 6 матчах набирал в среднем 3,0 очков и 3,7 подборов.
26 июля 2015 года Уайт подписал однолетний контракт с командой немецкой баскетбольной Бундеслиги «Телеком Баскетс».
29 июля 2016 года Аарон стал игроком «Зенита», подписав контракт с по схеме «1+1».
В июне 2017 года Уайт перешёл в «Жальгирис».
Уайт начал сезон-2019/20 в «Милане», однако вторую часть сезона провел в «Тенерифе» на правах аренды.
Летом 2020 года перешёл в «Панатинаикос».

## Достижения
- Обладатель Межконтинентального кубка ФИБА: 2020
- Чемпион Адриатической лиги: 2021/2022
- Чемпион Греции: 2020/2021
- Чемпион Литвы (2): 2017/2018, 2018/2019
- Чемпион Сербии: 2021/2022
- Обладатель Кубка Греции: 2020/2021
- Обладатель Кубка Сербии: 2021/2022
- Обладатель Кубка короля Миндаугаса: 2018